# Gat marsupial
Els gats marsupials (Dasyurus) són un gènere de marsupials carnívors, nadius d'Austràlia i Papua Nova Guinea.
Els adults tenen una mida d'entre 25 i 75 centímetres de llargada, amb cues peludes d'entre 20 i 35 centímetres de llargària. Les femelles tenen entre sis i vuit mugrons i només tenen una butxaca (que s'obre vers la part posterior) durant la temporada d'aparellament, quan cuiden les cries. Aquestes tenen la mida d'un gra d'arròs. Els gats marsupials viuen tant en boscs com en terres obertes de les valls. Encara que viuen principalment a terra, han desenvolupat característiques secundàries arborícoles. No tenen cues prènsils, però tenen arrugues als coixinets de les potes. Les seves dents molars i canines estan ben desenvolupades.
La tribu dels dasiürinis, a la qual pertanyen, també inclou el diable de Tasmània, l'antequí, el kowari i les mulgares.
Les diferents espècies de gats marsupials mostren poques diferències en la forma corporal, per bé que tenen característiques diferents. Per exemple, el gat marsupial cuatacat es pot identificar per les seves taques blanques i grans canines.
El nom Dasyurus significa ‘cua peluda’ i fou encunyat per Etienne Geoffroy Saint-Hilaire el 1796. La primera espècie descrita, el gat marsupial cuatacat, fou originalment classificat dins el gènere de didèlfids americans Didelphis.